# 卡洛斯·卡斯特罗
卡洛斯·卡斯特罗（西班牙語：Carlos Castro，1978年9月10日—），哥斯达黎加男子足球运动员，司职后卫。他曾代表哥斯达黎加国家队参加2002年国际足联世界杯，结果队伍止步小组赛阶段。